# 倒霉性爱，发狂黄片
《倒霉性爱，发狂黄片》（羅馬尼亞語：Babardeală cu bucluc sau porno balamuc）是2021年罗马尼亚喜剧剧情片，由拉杜·裘德执导、编剧，艾达·所罗门制片，凯蒂亚·帕斯卡留、克劳迪娅·耶利米亚、奥林匹亚·马莱主演。影片于2021年3月在第71屆柏林影展全球首映，赢得主竞赛单元金熊奖。代表罗马尼亚参与第94届奥斯卡金像奖最佳国际影片奖角逐。

## 剧情
埃米·奇利比乌是罗马尼亚中学名校历史老师，她将和丈夫尤金做爱的过程拍摄成色情录像。尤金将影片上传到私密的恋物癖网站，得到大量下载，并被转载到公开的色情网站。影片在网上广泛流传后不久，埃米的同事及学生家长大为震怒，要她晚上给家长开会，说明情况。会议前一天，埃米忙着跑各种差事，一想到罗马尼亚社会的性别歧视、民族保守主义和消费主义现象，外加2019冠状病毒病疫情带来的社会压力源，心情愈发沮丧。
随后的镜头展现了导演对各种概念及对象的解释或想法。有些解释很幽默，比如社交距离的对应片段是两个人一边遵守社交距离，一边跳着罗马尼亚传统舞蹈。有些很苦涩，比如法国大革命和1989年罗马尼亚革命的对应片段将两起事件的暴力场面和以此命名的产品放在一起。有些则非常刻薄，比如效率的对应片段显示人们在一家24小时运作的殡仪馆门前排起长队，对面的医院疑似用来收容冠状病毒患者。部分定义的对应片段出现了大胆的裸露场景及真实场景。
埃米来到开会的地方，同情她的行政官员说由于她“违反道德”，家长和老师会投票决定学校应不应该继续聘请她，若反对继续聘请的票占大多数，她必须得辞职。投票的家长中，有罗马尼亚军队的退役中将、持法西斯主义立场的喷气机飞行员、保守的牧师、为讨好艾米替她圆场的“好人”和一位向艾米行贿以给孩子换取好成绩的女性，他们都批评艾米的行为。在评论艾米行为及教学风格的时候，家长们用粗俗语言七嘴八舌地探讨女性、反罗姆主义及反犹太主义等议题，质疑艾米反驳他们观点所提出的证据。
影片结尾呈现了多个结局。第一个结局是艾米被家长和老师“赦免”，导致一位家长冲到台上和她扭打起来。第二个结局是艾米被判“有罪”，平静辞职。第三个结局也是艾米被判“有罪”，但她变身成神奇女侠模样的超级英雄，撒网困住批评她最激烈的家长和老师，将假阴茎捅进他们嘴里。

## 演员
- 凯蒂亚·帕斯卡留（Katia Pascariu）饰 艾米（Emi）
- 克劳迪娅·耶利米亚（Claudia Ieremia）饰 校长
- 奥林匹亚·马莱（Olimpia Mălai）饰 露西亚夫人（Mrs. Lucia）
- 尼科迪姆·温古里亚努（Nicodim Ungureanu）饰 格奥尔盖斯库先生（Mr. Gheorghescu）
- 亚历山德鲁·波托西安（Alexandru Potocean）
- 安迪·瓦斯卢亚努（Andi Vasluianu）饰 奥托佩努先生（Mr. Otopeanu）
- 伊翁·狄奇塞努（英语：Ion Dichiseanu） 饰 自己

## 发行
2021年2月11日，柏林国际电影节宣布影片将于第71屆柏林影展全球首映。
烂番茄评论81条，平均得分7.2/10，新鲜度达89%。